# Marie Jacquet
Marie Jacquet, née le 29 mars 1994 à Pontoise, est une athlète française pratiquant l'aviron. 
Elle a participé aux Jeux olympiques d'été de 2020 (en 2021 à Tokyo), en quatre de couple avec ses coéquipières Emma Lunatti, Violaine Aernoudts et Margaux Bailleul. Elle est médaillée de bronze à trois reprises au championnat du monde U23 en 2014, 2015 et 2016.

## Biographie
Marie Jacquet commence la pratique de l'aviron à 12 ans, en 2006, au Cercle de l'aviron de Chalon-sur-Saône. En 2007 elle se classe deuxième au championnat de France minime en deux de couple. En 2008 elle devient championne de France minime en skiff. En 2009 elle est championne de France cadette en deux de couple et en 2010 championne de France cadette en deux de pointe. En 2012, elle se classe huitième en skiff aux championnats du monde juniors.

En 2013, elle devient championne de France senior en skiff et en aviron indoor. Elle part aux États-Unis comme student athlete dans le championnat NCAA, pendant une saison à l'Université de Clemson où elle rame avec les Tigers de Clemson puis trois saisons à l'Université de Californie Los Angeles (UCLA) où elle rame avec les Bruins d'UCLA et où elle obtient un bachelor of science en anthropologie.

En 2021, sous les couleurs de l'Aviron Marne et Joinville, elle remporte la finale du skiff des tests nationaux et elle se qualifie pour les Jeux Olympiques de Tokyo en quatre de couple .

## Résultats

### Jeux Olympiques
| Épreuve / Édition | Épreuve / Édition | Tokyo 2020 (2021) |
| ----------------- | ----------------- | ----------------- |
| Quatre de couple  | Quatre de couple  | 9e                |

### Championnats du monde
| Épreuve / Édition | Épreuve / Édition | Plovdiv 2018 | Linz 2019 | Belgrade 2023 |
| ----------------- | ----------------- | ------------ | --------- | ------------- |
| Quatre de couple  | Quatre de couple  | 13e          | -         |               |
| Skiff             | Skiff             | -            | 14e       | 19e           |

### Championnat du monde U23 d'Aviron
| Épreuve / Édition | Épreuve / Édition | Linz 2013 | Varèse 2014 | Plovdiv 2015 | Rotterdam 2016 |
| ----------------- | ----------------- | --------- | ----------- | ------------ | -------------- |
| Deux de couple    | Deux de couple    | -         | 3e          | -            | -              |
| Quatre de couple  | Quatre de couple  | 8e        | -           | 3e           | 3e             |

### Championnats du monde juniors
| Épreuve / Édition | Épreuve / Édition | Eton 2011 | Plovdiv 2012 |
| ----------------- | ----------------- | --------- | ------------ |
| Skiff             | Skiff             | -         | 8e           |
| Quatre de pointe  | Quatre de pointe  | 9e        | -            |

### Championnats d'Europe
| Épreuve / Édition | Épreuve / Édition | Séville 2013 | Glasgow 2018 | Lucerne 2019 | Münich 2022 |
| ----------------- | ----------------- | ------------ | ------------ | ------------ | ----------- |
| Quatre de couple  | Quatre de couple  | 7e           | 8e           | -            | 7e          |
| Skiff             | Skiff             | -            | -            | 12e          |             |

### Championnats de France
- 2007 : Vice-championne de France minime en deux de couple.
- 2008 : Championne de France minime en skiff.
- 2009 : Championne de France cadette en deux de couple.
- 2010 : Championne de France cadette en deux de pointe.
- 2011 : Vice-championne de France junior en deux de pointe à Aiguebelette, vice-championne de France junior en quatre de pointe, 3e au championnat de France senior en quatre de pointe.
- 2013 : Championne de France senior en skiff à Brive et championne de France senior en aviron indoor.
- 2018 : Vice-championne de France en skiff à Cazaubon.
- 2021 : Victoire aux tests nationaux en skiff à Libourne, 3e au championnat de France senior en quatre de couple.
- 2022 : Championne de France sprint en huit mixte, vice championne de France sprint en quatre de couple.
- 2023 : Championne de France en huit avec barreur.
- 2024 : Championne de France sprint en huit, championne de France sprint en huit mixte, vice championne de France en huit.